# Говорушка гигантская
Говору́шка гига́нтская (лат. Leucopaxillus giganteus) — вид грибов, включённый в род Белосвинушка (Leucopaxillus) семейства Рядовковые (Tricholomataceae).

## Синонимы
- Agaricus giganteus Sowerby, 1809basionym
- Aspropaxillus giganteus (Sowerby) Kühner & Maire, 1934
- Clitocybe gigantea (Sowerby) Quél., 1872
- Omphalia geotropa var. gigantea (Sowerby) Quél., 1886
- Paxillus giganteus (Sowerby) Fr., 1874

## Описание
Шляпка крупная, 8—30 см в диаметре, сначала плоско-выпуклая, затем вдавленная и глубоко воронковидная. Поверхность шляпки сначала гладкая, к старости иногда растрескивающаяся на чешуйки, окрашенная в кремово-белый цвет, в центре обычно буроватая.
Мякоть белого цвета, плотная, без особого вкуса и запаха.
Гименофор пластинчатый, пластинки нисходящие на ножку, беловатые или светло-бежевые, расположенные очень часто.
Ножка 4—7 см длиной и 2,5—3,5 см толщиной, цилиндрическая или слабо сужающаяся к бульбовидному основанию, беловатая, выполненная. Частное и общее покрывала полностью отсутствуют.
Споровый порошок белого цвета. Споры 6—8×3—4 мкм, эллиптической формы, гладкие, амилоидные, по 4 на базидиях.

## Значение
Гриб съедобен.
Говорушка гигантская продуцирует антибиотик клитоцибин, активный против туберкулёзной палочки.

## Экология
Говорушка гигантская — сапротроф, произрастающий на лесных полянах, на обочинах дорог и на пастбищах, нередко образует «ведьмины кольца».